# علم أحياء الأرض

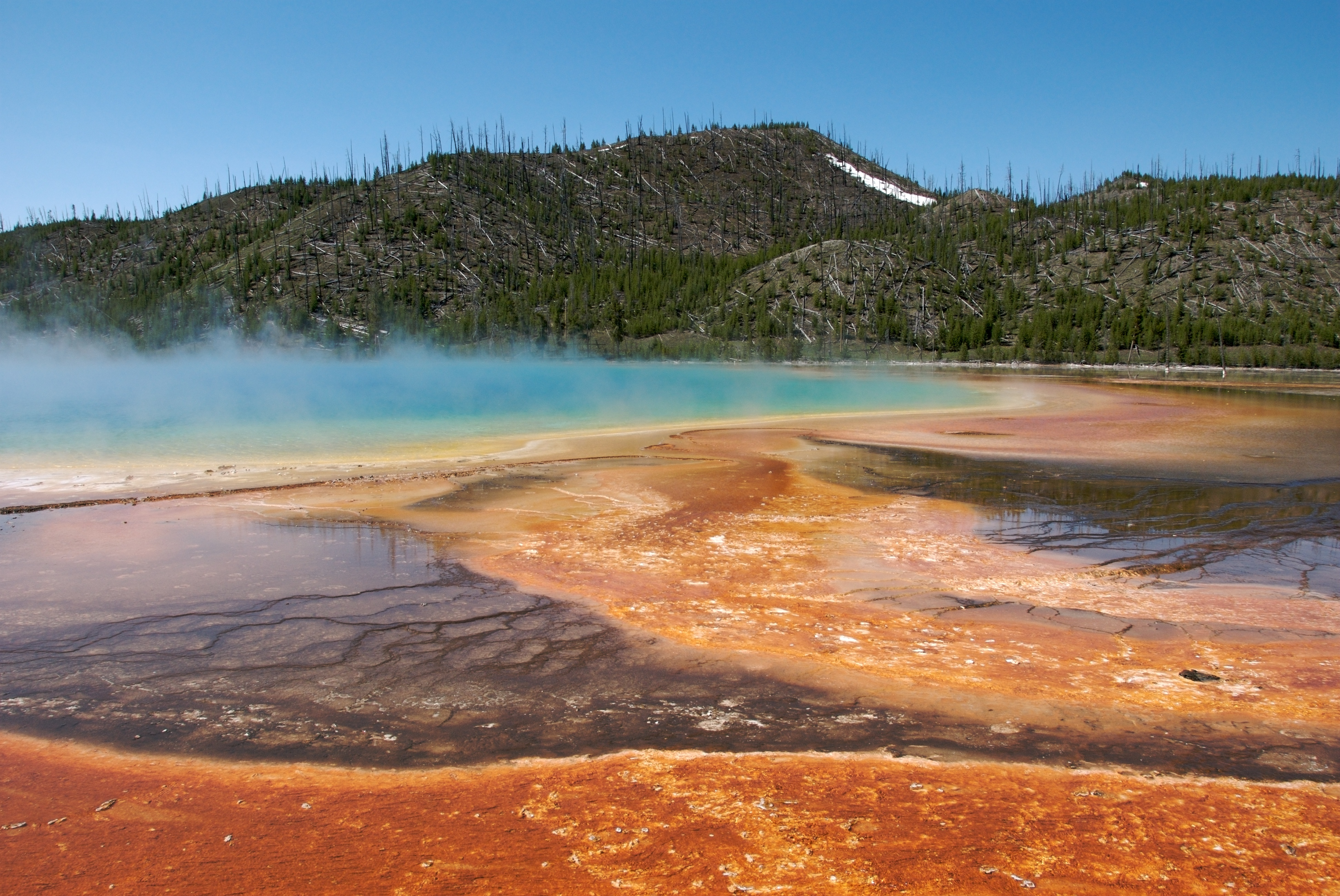

علم أحياء الأرض هو مجال البحث العلمي متعدد التخصصات الذي يقوم باستكشاف العلاقات التفاعلية بين المحيط الحيوي واليابسة و/أو الغلاف الجوي.
يشارك باحثون من مجالات عديدة في الأبحاث علم أحياء الأرض، ومنها، على سبيل المثال لا الحصر، علوم مثل: علم المتحجرات وعلم الأحياء القديمة وعلم الأحياء الدقيقة وعلم المعادن وعلم الكيمياء الحيوية وعلم الرواسب وعلم الوراثة وعلم الوظائف والكيمياء الأرضية (العضوية غير العضوية)، وعلوم الغلاف الجوي. أحد العلوم الفرعية الهامة لعلم أحياء الأرض علم الأحياء المجهرية الأرضي، وهو مجال الدراسة الذي يركز على بحث العلاقات التفاعلية بين الأحياء المجهرية والمعادن. مجال بحثي آخر وثيق الصلة هو علم الأحياء الفلكي الذي هو مجال متعدد يضم العديد من التخصصات ويستخدم بيانات علم أحياء الأرض وعلوم الكواكب لتشكيل محيط مثالي للبحث في الأحياء على الكواكب الأخرى.
كذلك تركز الدراسة على تفاعلات المحيط الحيوي/الغلاف الأرضي/الغلاف الجوي طوال تاريخ الأرض، كما تم تسجيله في سجل الصخر الرسوبي. أحد نماذج التفاعل المشار إليه يتمثل في أن العصر الأركي شهد دخول الأكسجين إلى الغلاف الجوي من خلال بكتيريا التمثيل الضوئي. هذه الأكسدة للغلاف الجوي البدائي للأرض (والتي يطلق عليها اسم كارثة الأكسجين) قد تتسبب في ترسيب الحديد المندمج بالتشكيلات الصخرية.
أحد نماذج أبحاث علم أحياء الأرض في سياق معاصر يتمثل في دراسة البكتيريا التي «تتنفس» معادن مثل المنغنيز واليورانيوم. هذه الكائنات الحية تستخدم المعادن كمستقبلات إلكترون طرفية بنفس الطريقة التي تستخدم بها الحيوانات الأكسجين. هذه العمليات تحمل البشرى للإنسان باعتبارها أدوات لعلم العلاج البيئي الحيوي.

## وصلات خارجية
- Geobiology at the University of Southern California نسخة محفوظة 25 فبراير 2020 على موقع واي باك مشين.
- Agouron - USC sponsored Geobiology summer courses on Catalina island
- Geobiology at Texas A&M University
- Geobiology, A scientific journal